# Merihun Crespi
Merihun Crespi (Blaten, 15 dicembre 1988) è un mezzofondista italiano, medaglia di bronzo nei 1500 metri agli Europei juniores di Hengelo 2007 e di oro a squadre negli Europei juniores di corsa campestre a San Giorgio su Legnano 2006.

## Biografia
Nato in Etiopia, fu adottato all'età di 3 anni da una famiglia milanese. Il suo primo approccio allo sport fu con il triathlon che lasciò in seguito alla difficoltà riscontrata negli allenamenti di nuoto, per dedicarsi completamente alla corsa sotto la guida di Daniele Bargellini..
La sua prima esperienza internazionale risale al 2005, quando è stato convocato ai Mondiali allievi tenutisi a Marrakech, in Marocco in cui è uscito in batteria sui 1500 m.
Passato alla categoria juniores si è trasferito alla Polisportiva Bovisio Masciago allenandosi con Mario Scirè.
Il 2006 lo vede vincere la medaglia d'oro nella classifica a squadre (35º nella prova individuale) negli Europei juniores di corsa campestre tenutisi in Italia a San Giorgio su Legnano.
Ai campionati italiani under 20 di laurea campione nei 1500 m e medaglia di bronzo sugli 800 m.
Nel 2007 ha conquistato la medaglia di bronzo nei 1500 m agli Europei juniores di Hengelo nei Paesi Bassi.
Sempre in ambito internazionale juniores, ha partecipato anche sia ai Mondiali che agli Europei entrambi di corsa campestre: ai Mondiali under 20 di cross a Mombasa in Kenya termina 60º nella gara individuale e 14º nella classifica a squadre, mentre agli Europei juniores di cross svoltisi in Spagna a Toro conclude 26º nella prova individuale e sesto nella classifica a squadre.
Nello stesso anno è stato arruolato dall'Esercito.
In Italia vince il titolo nazionale juniores indoor sui 1500 m e diventa vicecampione italiano under 20 sia negli 800 m che sui 1500 m.
Durante il biennio 2008-2009, nella categoria promesse, si laurea campione italiano under 23 indoor sui 1500 m ed invece all’aperto, sempre ai campionati nazionali di categoria, giunge 11º nei 1500 m e si ritira negli 800 m.
Il 9 settembre del 2009 esordì con la maglia della Nazionale assoluta: partecipò infatti in Francia al DécaNation di Parigi in cui giunse settimo sui 1500 m.
Invece in Italia va a medaglia in 3 finali su 4 disputate ai vari campionati nazionali: dopo essere stato quinto nei 1500 m agli italiani promesse indoor, doppio bronzo ai nazionali under 23 su 800–1500 m, infine argento e quindi vicecampione agli assoluti di Milano sui 1500 m.
Il 25 giugno del 2011 a Torino vince il suo primo titolo italiano assoluto.
Agli assoluti indoor di Ancona 2012 diventa campione sui 1500 m e medaglia d'argento nei 3000 m.
Il 2013 lo vede gareggiare nei 1500 m sia all'Europeo per nazioni di Gateshead in Gran Bretagna (decimo) che ai Giochi del Mediterraneo a Mersin in Turchia (nono); in Italia a Milano vince il suo terzo titolo nazionale assoluto, tutti sui 1500 m.
Nell'arco del triennio 2014-2015-2016 vince la medaglia di bronzo sui 1500 m agli assoluti di Rieti 2016, oltre ottenere alcuni piazzamenti in finale.
Attualmente viene allenato dal tecnico Giorgio Rondelli.

## Progressione

### 800 metri
| Stagione | Tempo   | Luogo                 | Data      | Rank. Mond. |
| -------- | ------- | --------------------- | --------- | ----------- |
| 2016     | 1'49"38 | Trento                | 19-7-2016 | -           |
| 2015     | 1'51"59 | Villafranca di Verona | 30-5-2015 | -           |
| 2014     | 1'52"03 | Pergine Valsugana     | 3-8-2014  | -           |
| 2013     | 1'48"80 | Cernusco sul Naviglio | 18-7-2013 | -           |
| 2012     | 1'48"75 | Cinisello Balsamo     | 2-5-2012  | -           |
| 2011     | 1'49"17 | Nembro                | 1-7-2011  | -           |
| 2010     | 1'52"44 | Milano                | 12-9-2010 | -           |
| 2009     | 1'50"29 | Palermo               | 27-6-2009 | -           |
| 2008     | 1'51"25 | Milano                | 7-9-2008  | -           |
| 2007     | 1'50"55 | Saronno               | 19-9-2007 | -           |
| 2006     | 1'52"81 | Rieti                 | 21-7-2006 | -           |
| 2005     | 1'56"52 | Milano                | 1-9-2005  | -           |

### 1500 metri
| Stagione | Tempo   | Luogo                 | Data      | Rank. Mond. |
| -------- | ------- | --------------------- | --------- | ----------- |
| 2016     | 3'41"55 | Padova                | 17-7-2016 | -           |
| 2015     | 3'48"04 | Cles                  | 28-8-2015 | -           |
| 2014     | 3'48"92 | Ponzano Veneto        | 4-7-2014  | -           |
| 2013     | 3'41"19 | Mersin                | 27-6-2013 | -           |
| 2012     | 3'40"80 | Villafranca di Verona | 16-6-2012 | -           |
| 2011     | 3'37"67 | Milano                | 28-9-2011 | -           |
| 2010     | 3'50"00 | Peschiera Borromeo    | 8-9-2010  | -           |
| 2009     | 3'44"70 | Paderno di Ponzano    | 3-7-2009  | -           |
| 2008     | 3'47"41 | Rovereto              | 10-9-2008 | -           |
| 2007     | 3'48"98 | Pavia                 | 13-5-2007 | -           |
| 2006     | 3'51"42 | Rieti                 | 23-7-2006 | -           |
| 2005     | 3'58"41 | Milano                | 17-6-2005 | -           |

### 1500 metri indoor
| Stagione | Tempo   | Luogo  | Data      | Rank. Mond. |
| -------- | ------- | ------ | --------- | ----------- |
| 2016     | 3'51"82 | Padova | 31-1-2016 | -           |
| 2012     | 3'42"80 | Ancona | 22-1-2012 | -           |
| 2009     | 3'56"49 | Ancona | 14-2-2009 | -           |
| 2008     | 4'08"77 | Ancona | 9-2-2008  | -           |
| 2007     | 3'57"52 | Genova | 24-2-2007 | -           |

### 3000 metri piani
| Stagione | Tempo   | Luogo        | Data      | Rank. Mond. |
| -------- | ------- | ------------ | --------- | ----------- |
| 2013     | 8'05"42 | Nembro       | 3-7-2013  | -           |
| 2011     | 8'08"91 | Codroipo     | 7-5-2011  | -           |
| 2009     | 8'16"89 | Nembro       | 22-7-2009 | -           |
| 2008     | 8'28"91 | Rivera       | 23-8-2008 | -           |
| 2007     | 8'23"38 | Celle Ligure | 27-6-2007 | -           |
| 2006     | 8'30"90 | Milano       | 14-9-2006 | -           |
| 2005     | 8'52"70 | Castelcovati | 12-6-2005 | -           |

### 10 km di corsa su strada
| Stagione | Tempo | Luogo  | Data       | Rank. Mond. |
| -------- | ----- | ------ | ---------- | ----------- |
| 2015     | 32'02 | Torino | 12-4-2015  | -           |
| 2013     | 30'23 | Roma   | 31-12-2013 | -           |
| 2012     | 32'27 | Milano | 21-10-2012 | -           |
| 2011     | 31'20 | Milano | 13-3-2011  | -           |

## Palmarès
| Anno | Manifestazione                       | Sede                   | Evento       | Risultato | Prestazione | Note          |
| ---- | ------------------------------------ | ---------------------- | ------------ | --------- | ----------- | ------------- |
| 2005 | Mondiali allievi                     | Marrakech              | 1500 m piani | Batteria  | 4'08"80     | [ 3 ]         |
| 2006 | Europei juniores di corsa campestre  | San Giorgio su Legnano | Individuale  | 35º       | 17'45       | [ 4 ]         |
| 2006 | Europei juniores di corsa campestre  | San Giorgio su Legnano | A squadre    | Oro       | 68 punti    | [ 5 ] [ 6 ]   |
| 2007 | Mondiali juniores di corsa campestre | Mombasa                | Individuale  | 60º       | 27'19       | [ 7 ]         |
| 2007 | Mondiali juniores di corsa campestre | Mombasa                | A squadre    | 14º       | 302 punti   | [ 8 ] [ 9 ]   |
| 2007 | Europei juniores                     | Hengelo                | 1500 m piani | Bronzo    | 4'01"83     | [ 10 ]        |
| 2007 | Europei juniores di corsa campestre  | Toro                   | Individuale  | 26º       | 20'54       | [ 11 ]        |
| 2007 | Europei juniores di corsa campestre  | Toro                   | A squadre    | 6º        | 130 punti   | [ 12 ] [ 13 ] |
| 2013 | Giochi del Mediterraneo              | Mersin                 | 1500 m piani | 9º        | 3'41"19     | [ 14 ]        |

## Campionati nazionali
- 2 volte campione assoluto nei 1500 m (2011, 2013)
- 1 volta campione assoluto indoor nei 1500 m (2012)
- 1 volta campione promesse indoor nei 1500 m (2008)
- 1 volta campione juniores indoor nei 1500 m (2007)
- 1 volta campione juniores nei 1500 m (2006)

2006
- Bronzo ai Campionati italiani juniores e promesse, (Rieti), 800 m - 1'52"81 [15]
- Oro ai Campionati italiani juniores e promesse, (Rieti), 1500 m - 3'51"42 [16]

2007
- Oro ai Campionati italiani allievi-juniores-promesse indoor, (Genova), 1500 m - 3'57"52 [17]
- Argento ai Campionati italiani juniores e promesse, (Bressanone), 800 m - 1'54"81[18]
- Argento ai Campionati italiani juniores e promesse, (Bressanone), 1500 m - 3'59"44[19]

2008
- Oro ai Campionati italiani allievi-juniores-promesse indoor, (Ancona), 1500 m - 4'08"77 [20]
- In finale ai Campionati italiani juniores e promesse, (Torino), 800 m - r[21]
- 11º ai Campionati italiani juniores e promesse, (Torino), 1500 m - 3'59"66[22]

2009
- 5º ai Campionati italiani allievi-juniores-promesse indoor, (Ancona), 1500 m - 3'56"49 [23]
- Bronzo ai Campionati italiani juniores e promesse, (Rieti), 800 m - 1'52"05[24]
- Bronzo ai Campionati italiani juniores e promesse, (Rieti), 1500 m - 3'58"04[25]
- Argento ai Campionati italiani assoluti, (Milano), 1500 m - 3'48"55[26]

2011
- Oro ai Campionati italiani assoluti, (Torino), 1500 m - 3'47"53[27]

2012
- Oro ai Campionati italiani assoluti indoor, (Ancona), 1500 m - 3'44"79[28]
- Argento ai Campionati italiani assoluti e promesse indoor, (Ancona), 3000 m - 8'12"00[29]

2013
- Oro ai Campionati italiani assoluti, (Milano), 1500 m - 3'42"67[30]

2014
- 10º ai Campionati italiani assoluti di corsa campestre, (Nove-Marostica), 10 km - 31'11[31]

2015
- In finale ai Campionati italiani assoluti di corsa campestre, (Fiuggi), 10 km - dnf[32]

2016
- 27º ai Campionati italiani assoluti di corsa campestre, (Gubbio), 10 km - 31'50[33]
- Bronzo ai Campionati italiani assoluti, (Rieti), 1500 m - 3'45"41[34]

2017
- 4º ai campionati italiani assoluti, 800 m piani - 1'50"72

## Altre competizioni internazionali
2006
- 9º nell'Incontro internazionale juniores ( Tunisi), 1500 m - 4'01"50[35]

2007
- 5º nella Coppa del Mediterraneo ovest juniores ( Firenze), 1500 m - 4'01"21[10]

2009
- 7º al DécaNation ( Parigi), 1500 m - 3'50"79[36]

2013
- 10º all'Europeo per nazioni ( Gateshead), 1500 m - 3'43"92[14]